# فلوش: سيرة ذاتية
فلش: سيرة ذاتية ، هي سيرة ذاتية خيالية للكاتبة إليزابيث باريت براوننج، وهي عبارة عن مزيج متعدد الأنواع من الخيال والواقعية من تأليف فيرجينيا وولف نُشرت في عام 1933. كتبت بعد الانتهاء من كتاب (ايموشينالي درينينج الأمواج) ، أعاد العمل وولف إلى التفكير الخيالي في التاريخ الإنجليزي الذي بدأته في أورلاندو: سيرة ذاتية ، والذي ستعود إليه بين الفصول .

## المواضيع
باعتبارها نظرة حديثة للحياة في المدينة من خلال عيون كلب، يعتبر "فلش: سيرة ذاتية" نقدًا قاسيًا للطرق الغير طبيعية المفترضة للعيش في المدينة. يُقرأ شخصية إليزابيث باريت براونينغ في النص عادةً على أنها تمثل للمفكرات الإناث الأخرى، مثل ولف نفسها، اللاتي عانين من المرض، سواء كان مزيفًا أو حقيقيًا، كجزء من وضعهن ككتّابات إناث. الأكثر تفصيلًا وتجريبًا هي الآراء العاطفية والفلسفية لولف التي تتجلى في أفكار فلاش. مع مرور المزيد من الوقت مع باريت براونينغ، يصبح فلاش متصلًا عاطفيًا وروحيًا بالشاعرة ويبدأ كلاهما في فهم بعضهما البعض على الرغم من حواجز اللغة. بالنسبة لفلاش، الرائحة هي الشعر، ولكن بالنسبة لباريت براونينغ، الشعر مستحيل بدون كلمات. في فلاش، تفحص ولف الحواجز القائمة بين المرأة والحيوان التي أُنشئت بواسطة اللغة ولكن يتم التغلب عليها من خلال أفعال رمزية.
غالبًا ما يُعتبر الكتاب، بسبب موضوعه، أحد أقل محاولاتها الفنية جدية؛ ومع ذلك، تستخدم أسلوبها المميز للوعي التدفقي لتجربة وجهة نظر غير بشرية. في بعض الأماكن، تلعب الرواية بالواقعية من خلال إعطاء فلاش كمية غير محتملة من الإدراك لكلب (فلاش يبدو أنه يفهم بعض فكرة الطبقة الاجتماعية للبشر، وهو مفهوم يُنتقد بشكل متكرر في القصة حيث يصبح أكثر "ديمقراطية" لاحقًا في حياته)، ويمكنه "التحدث" مع كلاب أخرى في الشارع. في أوقات أخرى، يُجبر القارئ على تفسير الأحداث من المعرفة المحدودة للكلب (يشاهد فلاش صاحبته مضطربة بسبب علامات على ورقة ولا يستطيع فهم أنها في حالة حب).
بالنسبة للمواد، اعتمدت وولف بشكل أساسي على قصيدتي باريت براوننج عن الكلاب ("إلى فلوش، كلبي" و"فلوش أو فاونوس") وعلى المراسلات المنشورة للشاعرة وزوجها روبرت براوننج . من هذه المادة، تخلق وولف سيرة ذاتية تعمل على ثلاثة مستويات. إنها سيرة حياة كلب بشكل علني. نظرًا لأن هذا الكلب يهم مالكه في المقام الأول، فإن العمل هو أيضًا سيرة ذاتية انطباعية لإليزابيث باريت خلال السنوات الأكثر دراماتيكية في حياتها. على هذا المستوى، يلخص فلوش في الغالب الأسطورة الرومانسية لحياة باريت براوننج: الحبس المبكر بسبب مرض غامض وأب شغوف ولكنه مستبد؛ قصة حب عاطفية مع شاعر موهوب بنفس القدر؛ هروب يؤدي إلى إبعاد الأب بشكل دائم، ولكنه يسمح لباريت براوننج بالعثور على السعادة والصحة في إيطاليا. وعلى المستوى الثالث، يمنح الكتاب وولف فرصة العودة إلى بعض موضوعاتها الأكثر شيوعًا: مجد لندن وبؤسها؛ العقلية الفيكتورية. الاختلافات الطبقية؛ والطرق التي يمكن بها للنساء المضطهدات من قبل "الآباء والطغاة" أن يجدن الحرية.
تستخدم وولف حياة الكلب ظاهريًا كنقد اجتماعي محدد، يتراوح بين موضوعات من الحركة النسائية وحماية البيئة إلى الصراع الطبقي .

## ملخص
تتتبع هذه السيرة الذاتية غير العادية حياة فلوش بدءًا من وجوده الخالي من الهموم في البلاد وحتى تبنيه من قبل السيدة براوننج ومتاعبه في لندن، حتى أيامه الأخيرة في إيطاليا الريفية. تبدأ القصة بالإشارة إلى نسب فلوش وولادته في منزل صديقة باريت براوننج المعسرة ماري راسل ميتفورد . يؤكد وولف على توافق الكلب مع إرشادات نادي بيت الكلب، باستخدام تلك الإرشادات كرمز للاختلاف الطبقي الذي يتكرر طوال العمل. رفض ميتفورد عرضًا من شقيق إدوارد بوفيري بوسي لشراء الجرو، وأعطى فلوش لإليزابيث، التي كانت آنذاك تتعافى في غرفة خلفية بمنزل العائلة في شارع ويمبول في لندن.
تعيش فلوش حياة منضبطة ولكن سعيدة مع الشاعر حتى تلتقي بروبرت براوننج. يؤدي إدخال الحب إلى حياة باريت براوننج إلى تحسين صحتها كثيرًا، لكنه يترك الكلب المنسي حزينًا. يعتمد وولف على مقاطع من الرسائل لتصوير محاولات فلوش للتمرد: أي أنه يحاول عض براوننج، الذي لم يصب بأذى.
تمت مقاطعة دراما الخطوبة من خلال مداعبة فلوش. أثناء مرافقته للتسوق باريت براوننج، اختطفه لص واقتيد إلى مغدفة سانت جايلز القريبة. تنتهي هذه الحلقة، وهي عبارة عن مزيج من ثلاث أوقات حقيقية سُرق فيها فلوش، عندما تدفع الشاعرة، رغم اعتراضات عائلتها، للصوص ستة جنيهات (6.30 جنيه إسترليني) لإعادة الكلب. إنه يوفر لوولف الفرصة للتأمل الموسع في الفقر الذي كان يعيش في لندن في منتصف القرن، وفي اللامبالاة الضيقة للعديد من سكان المدينة الأثرياء.
بعد إنقاذه، يتصالح فلوش مع زوج مالكه المستقبلي، ويرافقهما إلى بيزا وفلورنسا . في هذه الفصول، يُوصَف تجاربه الخاصة بشكل متساوٍ مع تجارب باريت براوننج، حيث تتحمس وولف لموضوع المريضة السابقة التي تجددت شبابها من خلال هروبها من السيطرة الأبوية. تم وصف الحمل الأول لباريت براوننج وزواج خادمتها ليلي ويلسون. تم تصوير فلوش نفسه على أنه أصبح أكثر مساواة في ظل وجود الكلاب الهجين في إيطاليا.
في الفصول الأخيرة، تصف وولف العودة إلى لندن بعد وفاة والد باريت براوننج؛ كما أنها تتطرق إلى حماس الزوج والزوجة لـ Risorgimento والروحانية. في الواقع، تم وصف موت فلوش من خلال الاهتمام الفيكتوري الغريب بالطرق على الطاولات : "لقد كان على قيد الحياة، وقد مات الآن. كان هذا كل شيء. ومن الغريب أن طاولة غرفة المعيشة ظلت ثابتة تمامًا".

## روابط خارجية
- النص الإلكتروني للفلاش
- فلوش في كتب بيرسيفوني
- جمعية فرجينيا وولف جمعية فرجينيا وولف في بريطانيا العظمى – جمعية فرجينيا وولف في بريطانيا العظمى
- جمعية فرجينيا وولف الدولية جمعية فرجينيا وولف الدولية – الصفحة الرئيسية نسخة محفوظة 8 فبراير 2011 على موقع واي باك مشين.
- Reseña sobre la رواية فلوش بالإسبانية